# سيجني براندر
سيجني براندر (بالفنلندية: Signe Brander)‏ هي مصورة فنلندية، ولدت في 15 أبريل 1869 في Parkano ‏ في فنلندا، وتوفيت في 17 مايو 1942 في Nikkilä Hospital ‏ في فنلندا بسبب الموت جوعا.